# 권혁호
권혁호(1961년 2월 25일~)는 대한민국의 배우이자 연극인이다.
1979년에 연극배우로 처음 입문한 이후, 1981년부터 1984년까지 군대 복무를 했고, 1987년에 KBS1 월화드라마 《사랑이 꽃피는 나무》로 TV 브라운관을 처음 탔으며, 이듬해 1988년에 뮤지컬배우로도 입문하였다. 1989년 KBS 한국방송공사 13기 공채 탤런트로 정식 선발되었다.

## 학력
- 대유공업전문대학 기계학과 전문학사(1981년)
- 서울예술전문대학 영화학과 전문학사(1989년)

## 출연작

### 영화
- 《빈 집》 (2004년) - 선화의 남편 민규 역
- 《목포는 항구다》 (2004년) - 부장검사 역
- 《청풍명월》 (2003년) - 호위대장 역
- 《나쁜 남자》 (2002년) - 조 경위 역

### 드라마
- 《비켜라 운명아》 (KBS1, 2018년 ~ 2019년) - 방철상 역
- 《오! 할매》 (KBS1, 2015년) - 이장 역
- 《뻐꾸기 둥지》 (KBS2, 2014년) - 정병국 측 변호사 역
- 《지운수대통》 (TV조선, 2012년) - 한수경 父 역
- 《광개토태왕》 (KBS1, 2011년) - 강대 역
- 《천추태후》 (KBS2, 2009년) - 김융대 역
- 《돌아온 일지매》 (MBC, 2009년)
- 《HDTV 문학관 - 깃발》 (KBS1, 2006년) - 광고주 역
- 《서울 1945》 (KBS1, 2006년)
- 《그녀가 돌아왔다》 (KBS2, 2005년) - 제작사 사장 역
- 《부활》 (KBS2, 2005년) - 무릉건설 이사 역
- 《두번째 프러포즈》 (KBS2, 2004년)
- 《영웅시대》 (MBC, 2004년) - 국철민 친구 역
- 《불멸의 이순신》 (KBS1, 2004년) - 김성일 역
- 《낭랑 18세》 (KBS2, 2004년) - 변호사 사무실 사무장 역
- 《드라마시티 - 장밋빛인생》 (KBS2, 2003년) - 성택 역
- 《무인시대》 (KBS1, 2003년) - 김보당 역
- 《제국의 아침》 (KBS1, 2002년) - 권신 역
- 《명성황후》 (KBS2, 2001년) - 정여창, 김기수 역 (1인 2역)
- 《태조 왕건》 (KBS1, 2000년) - 전의갑 역
- 《민들레》 (KBS1, 2000년)
- 《유정》 (KBS2, 1999년) - 홍평옥 역
- 《부부클리닉 사랑과 전쟁》 (KBS2, 1999년)[2]
- 《순풍산부인과》 (SBS, 1999년 3월 22일)
- 《여자 대 여자》(MBC, 1998년) - 경남 진주 사내 소회금 역
- 《야망의 전설》 (KBS2, 1998년) - 수술실 의사 역
- 《용의 눈물》 (KBS1, 1996년) - 박낙광 역
- 《찬란한 여명》 (KBS1, 1995년) - 소하 조성하 역
- 《제4공화국》(MBC, 1996년) - 김수택 역
- 《국화와 칼》(SBS, 1995년)
- 《한명회》 (KBS2, 1994년) - 남용신 역
- 《제3공화국》(MBC, 1993년) - 최경온 역
- 《삼국기》 (KBS1, 1992년) - 김품석 역
- 《산 너머 저 쪽》(MBC, 1991년) - 구일서 역
- 《사랑의 학교》 (KBS2, 1991년) - 나민달 역
- 《대추나무 사랑 걸렸네》 (KBS2, 1990년) - 권현엽[3] 역 등을 비롯한 각종 단역
- 《봉숭아꽃물》 (KBS1, 1990년) - 유종훈 역
- 《겨울 나그네》 (KBS2, 1990년) - 황현중 역
- 《사랑이 꽃피는 나무》 (KBS1, 1987년)

### 광고
- 2004년 웅진식품 - 아침햇살
- 1995년 진주햄 - 감초큐 (feat 견미리)
- 1993년 진미식품 - 진미찌개 고추장 (feat 이응경)
- 1994년 한국존슨 - 레이드 연막바퀴살충제
- 1993년 동원산업 - 동원참치 (feat 하희라)
- 1992년 동원산업 - 동원참치죽 (feat 원미경)

## 참고 자료
- 권혁호 - 곰가이드
- 권혁호 프로필 보관됨 2018-02-12 - 웨이백 머신